# 会同四译馆
会同馆、四夷馆、四译馆、会同四译馆，是古中国元、明、清三朝朝廷专司接待来华朝贡使者的官方机构。在对外交涉的过程中，为了言语上沟通的方便，特别编纂了多部《华夷译语》辞书。

## 历史
中国史上各朝各代的朝廷都有着长期对外交涉的传统，在与来华朝贡的使者交涉的过程中以及往来书信的读写过程中，有必要培训精通外文和汉文的翻译人才，兼用于接待来华使者并负责安排其在华的伙食住宿等问题。元·至元十三年（1276年），朝廷在大都（今北京）设立了会同馆，负责口譯。明·洪武年间，在南京应天府的原南京公馆馆内设会同馆。永乐六年（1408年）在北京顺天府重设会同馆。正统六年（1441年）按照馆址位置分为南北二馆，南馆三所，北馆六所。而后该馆不断扩增，截至明·成化五年（1469年）已有附属馆十八处，包括朝鲜馆（朝鮮語）、日本馆（日语）、琉球馆（琉球语）、安南馆（越南语）、真腊馆（高棉语）、暹罗馆（泰语）、占城馆（占語）、爪哇馆（爪哇语）、苏门答喇馆（亚齐语）、满剌加馆（马来语）、达达馆（蒙古语）、回回馆（波斯语）、畏兀儿馆（察合台语）、西番馆（藏语）、河西馆（河西语）、缅甸馆（缅甸语）和云南百夷馆（云南傣语）。
明·永乐五年（1407年）在北京顺天府首设四夷馆，专门负责笔译，隶属翰林院，选取国子监生培训。下分八馆：鞑靼馆（蒙古语）、女直馆（女真语）、西番馆（藏语）、西天馆（梵语）、回回馆（波斯语）、高昌馆（察合台语）、百夷馆（傣语）、缅甸馆（缅甸语）。正德六年（1511年）增设八百馆（傣沅语），万历七年（1579年）增设暹罗馆（泰语），共为四夷馆十馆。清·顺治元年（1644年），满洲人入关，因忌“夷”字，而将四夷馆更名为“四译馆”，百夷馆更名“百译馆”，因女真语早已演变为满语，且朝廷上的满族人多通晓蒙古语，所以撤销鞑靼馆和女直馆，剩下西番、西天、回回、高昌、百译、缅甸、八百、暹罗八馆。乾隆十三年九月（1748年）乾隆皇帝在学习藏文的过程中审阅《西番译语》，下令合并会同馆、四译馆为一会同四译馆，并按照收词量高且较全面的四译馆版《西番译语》，重新编纂各馆《译语》。会同四译馆下分西域馆、百译馆二馆，前者包括原西番、西天、回回、高昌四馆，后者包括原百译、缅甸、八百、暹罗四馆。乾隆十九年（1754年），乾隆帝趁蘇祿蘇丹國使者来华，增设苏禄馆（苏禄语）。乾隆二十六年（1761年），增南掌馆（老挝语）。苏禄、南掌二馆隶属百译馆。

## 建筑
原位于北京市西城区南横东街的华严庵，据考证是原“会同四译馆”旧址。2008年3月，在宣武区大吉片拆迁中，华严庵被毁灭性拆除。此后在南横东街与菜市口大街交口处的东北角复建（实际上是新建），被开发商出租开作饭店。

## 外部連結
[在维基数据编辑]
 《欽定古今圖書集成·明倫彙編·官常典·四譯館部》，出自陈梦雷《古今圖書集成》
- wikisource:zh:華夷譯語—達達館（蒙古語）
- 《華夷譯語》（一）—暹羅館（泰語） 天文門
- 《華夷譯語》（二）—緬甸館譯語 緬甸館來文（緬甸語）通用門
- 《華夷譯語》（三）—百夷館（雲南傣語）天文門
- 《華夷譯語》（四）—百夷館（雲南傣語）天文門和地理門
- 《華夷譯語》（五）—回回館《回回館雜字》（波斯語）天文門
- 《華夷譯語》（六）—回回館《回回館雜字》（波斯語）天文門和地理門
- 《高昌館來文》—高昌館來文（高昌）回鶻語 (畏兀兒館（回鶻語）)
- 《譯文備覽》—西番館（藏語）
- 西番譯語—《西番譯語》西番館（藏語）
- wikisource:zh:華夷譯語/朝鮮館譯語
- wikisource:zh:使琉球錄_(陳侃)#夷語（附）
- wikisource:zh:使琉球錄_(蕭崇業)/附#夷語 - 使琉球錄 夷語 夷字
- wikisource:zh:使琉球錄_(夏子陽)/卷下#夷語【附】
- wikisource:zh:中山傳信錄/卷六#琉球語
- wikisource:zh:重修使琉球錄
- 使琉球录三种-夷语（附）_国学导航 （页面存档备份，存于）
- 0-使琉球录-明-陈侃 （页面存档备份，存于）
- 國朝典故卷之一百二　　使琉球錄（明）陳侃 撰 （页面存档备份，存于）
- 《女直館》（女真語） 《女真譯語》《女真館雜字》在 Die Sprache und Schrift der Jučen by Wilhem Grube by Wilhem Grube 《女真字和女真語》作者：葛祿博 （页面存档备份，存于）